# جون دوغلاس وودورد
جون دوغلاس وودورد هو متسابق يخت كندي، ولد في 14 مارس 1925، وتوفي في 16 مايو 1995.

## وصلات خارجية
- جون دوغلاس وودورد على موقع أوليمبيديا (الإنجليزية)